# ラサール原子力発電所
ラサール原子力発電所 (LaSalle County Power Plant) は、アメリカ合衆国イリノイ州ラサール郡にあるエクセロン社の原子力発電所。1号機は1982年8月、2号機は1984年4月に営業運転を開始した。この発電所で発電された電気は主にシカゴやイリノイ州の北部に送電されている。

## 施設概要
沸騰水型原子炉が2基あり、出力は1号機が1138MW、2号機が1150MWである。

## トラブル
1988年3月9日に定期的な原子炉の水位計測中に運転員の誤操作から、再循環ポンプが停止してしまい、出力が40%まで下がってしまった。その後、出力が上下を繰り返した後、118%まで跳ね上がり、原子炉が緊急停止する事故が発生している。